# Wu Hu
Wu Hu (chino tradicional: 五胡; pinyin: Wǔ Hú), es el exónimo acuñado en las fuentes chinas desde la época de las Dinastías Meridionales y Septentrionales, para aludir a un conjunto de grupos étnicos diferenciados o separados de la población nativa hàn (漢), manteniendo una especial importancia y actuación desde el final de la dinastía Jìn (晉) y la posterior imposición de sus propios dominios, ya bajo la época de los Dieciséis Reinos.   

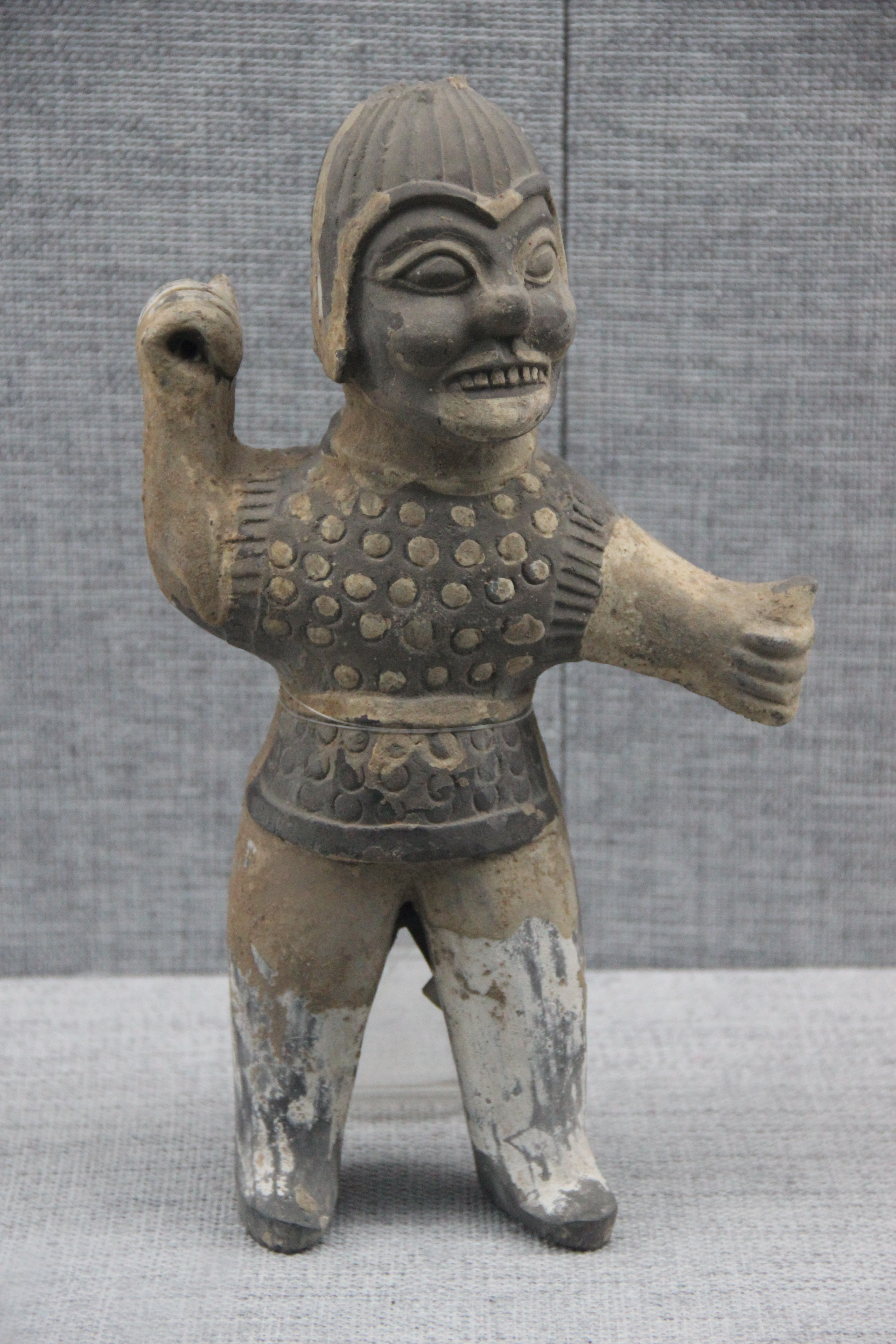
Estatuilla de cerámica en representación de un guerrero hú (胡). Originariamente debió portar un escudo e hipotéticamente algún arma arrojadiza o de combate cuerpo a cuerpo. Las facciones corporales de este tipo de estatuillas intentan remarcar también artísticamente, la diferenciación entre el físico de los pueblos foráneos y la población hàn. La presente figurilla, se exhibe en el museo de Sānménxiá (三门峡), provincia de Hénán (河南)

Estos grupos, no necesariamente aludían a poblaciones nómadas de la estepa, ya que dentro del binomio, podemos encontrar desde grupos esteparios, hasta grupos exógenos ya sinizados y asentados entre la población Hàn desde el siglo I-siglo II d. C., así como también grupos seminómadas o sedentarios, emigrados desde las regiones al oeste del actual Tíbet y la provincia de Qīnghǎi (青海). Por consiguiente, a la hora de utilizar el término Wǔ Hú, debemos tener en cuenta que estamos ante un exónimo integrador, que fue utilizado por los autores chinos en épocas ya muy posteriores a las aludidas y que servía para diferenciar la población auctóctona (hàn), frente a la población exógena llegada a los territorios integrados en el orbe cultural sínico desde la dinastía Hàn. Al mismo tiempo y debido a la naturaleza multiétnica de estos grupos, ya desde la época de su concepción, el término Wǔ Hú tendía a simplificar una realidad multiétnica en la que también debemos hablar de una diferenciación y separación lingüística, en la que pudieran haber grupos lingüísticos proto-turcos, proto-mongoles, tibéticos, yeniseicos o inclusive iranios-orientales.  
La clave para entender la aparición de estos grupos exógenos y su colaboración "indirecta" en el derrumbe de la dinastía Jìn, debe enmarcarse en la Bā Wáng Zhī Luàn (八王之乱), facilitando un vacío de poder y caída agónica del orden de las instituciones y el poder imperial, lo que a la postre daría lugar a una ausencia de legitimidad por parte de los mandatarios Hàn. A ello debemos unirles ciertas carestías y crisis de subsistencia señaladas en las fuentes a comienzos del siglo IV d. C., lo que llevó a muchos grupos circundantes a la frontera, a penetrar en suelo sínico, buscando la supervivencia perdida en las estepas. En esta circunstancia, uno de los grupos que acaudilló el golpe de gracia al poder Jìn en el norte, fue el de los nán xiōngnú (南匈奴) o "xiongnu septentrionales", que desde el siglo I d. C., se habían situado dentro del territorio imperial, llegando a ser utilizados tanto por los Hàn, como por la efímera dinastía Cáo Wèi (曹魏), como también en un primer momento por los Jìn. El punto culminante de la superioridad y libertad de movimiento de los Wǔ Hú, lo constituye la dramática toma de la antigua capital, Luòyáng (洛陽), en el 311 d. C., por la coalición de fuerzas mandadas por Shí Lēi (石勒), en representación de su líder, el xiōngnú Liú Cōng (劉聰). Poco tiempo después, este grupo armado ejecutaría el mismo golpe contra la segunda sede imperial alzada tras la caída de Luòyáng: Chang'an (長安). Con la caída de la capital legítima y la captura del reducto levantado desesperadamente por una parte de la xìng (姓) de los Sīmǎ (司馬), el norte acabaría durante más de tres siglos en manos de dirigentes o líderes foráneos, entre los que los xiānbēi (鮮卑) cobrarían un gran protagonismo.  

## Acuñación de la terminología
Desde las épocas más arcaicas, ya en las dinastías pre-imperiales, se observa a lo largo de las fuentes diferentes exónimos acuñados en la cultura sínica para aludir en varias épocas a los enemigos o pueblos situados más allá de sus límites de control: surgen así los binomios sì yí (四夷), bǎi mán (百蠻), wǔ róng (五戎), jiǔ háo (九貉), etc. De estas últimas formas aludidas, únicamente las dos primeras citadas, continuarán siendo utilizadas durante toda la dinastía Hàn, e inclusive aún permaneciendo vigentes en las dinastías posteriores, convirtiéndose en una suerte de arcaísmo destinado a la referencia de pueblos enemigos y exógenos a una dinastía o estado. Sin embargo, en el caso del binomio Wǔ Hú (五胡), nos encontramos ante una creación de nuevo cuño, destinada únicamente a un uso específico y vinculado a una época concreta: desde la ruina y repliegue territorial de la dinastía Jìn (311), hasta el éxito final de los grupos foráneos y la implantación de sus dominios durante al menos un siglo de prolongación, hasta la conquista definitiva del norte de China a manos de los Tuoba (420).
La primera aparición del binomio, la encontramos en el Shíliù Guó Chūnqiū (十六國春秋), elaborado por Cuī Hóng (崔鴻), entre el 501 y el 522. La familia de este último autor, era de filiación hàn, actuando bajo las directrices y el gobierno de Tàbá Hóng (拓拔宏), el penúltimo gran representante del poder dinástico Tuoba y bajo cuyo gobierno se impulsó un polémico a la vez que ambicioso proyecto de sinización sobre los múltiples grupos nómadas, que se encontraban diseminados a lo largo del territorio. Producto de este acercamiento y aceptación de la superioridad cultural sínica, se concibe la creación de esta obra en la que se narran justamente los procesos históricos que llevaron al cambio de poder en el norte de China, a favor de élites y dinastías totalmente ajenas al poder sínico. La obra de Cuī Hóng, que es señalada en otros trabajos posteriores como un compendio de grandes dimensiones (en torno a los 100 volúmenes), comenzó a perderse ya durante la época Táng (唐), para llegar durante la dinastía Sòng (宋) únicamente a la paupérrima cifra de 20 volúmenes, anotados extensamente por Sīmǎ Guāng (司馬光) y sobre los cuales se recopilarían hasta la actualidad, las únicas líneas recogidas de la amputada obra de Cuī Hóng. Esta pérdida, no ha evitado ver cómo sobre esta obra, se levantó gran parte del cuerpo de otras célebres historias dinásticas, como el caso del Wèi Shū (魏書) y el Jìn Shū (晉書).
Ahora bien, a la hora de analizar la composición de los caracteres 五胡, debemos tener en cuenta dos aspectos que explican dicha composición. En primera instancia, la simbología numérica que acompaña a cada uno de los números de un solo dígito (1, 2, 3, 4, 5, 6, 7, 8, 9) en la cultura sínica. Tradicionalmente, el número cinco (5), se erigía como el numeral elegido para ubicar el conjunto de direcciones conocidas (sur/norte, este/oeste y centro), al mismo tiempo que también podía encarnar el concepto taoísta de los procesos (行) que regían al universo. Por consiguiente, la utilización del carácter 五, no evocaba necesariamente la alusión a cinco ramas o grupos étnicos pujantes, sino en última instancia, la indicación de la totalidad de grupos foráneos situados en todas las direcciones en las que se extendía la cultura sínica.
En segunda instancia, la utilización del carácter 胡, debe ser tomada con suma cautela, habida cuenta la polivalencia del carácter y su diferenciación étnica a lo largo de diferentes dinastías y épocas, comenzando a ser observado en las fuentes durante el período Chūnqiū (春秋). Por consiguiente, dependiendo de la época histórica en la que nos ubiquemos, podrá ser referencia hacia unos pueblos u otros. En este caso, el contexto del siglo III-IV d.C., obliga a retraer la mirada y adjudicación del carácter hacia los grupos xiōngnú (匈奴), xiānbēi (鮮卑), qiāng (羌), dī (氐) y jié (羯), entre los más fortalecidos y capaces de instaurar sus propios dominios territoriales. No obstante, en este punto comviene señalar que esta selección, sólo indica los grupos más exitoso, ya que las fuentes indican la presencia de múltiples subgrupos y ramas étnicas de gran pujanza, que no son catalogadas bajo las directrices de ninguna de las anteriores y que en no pocas ocasiones, seguirán funcionando de manera autónoma hasta incluso después de la conquista norteña de los Tuoba. Por consiguiente, el término 胡, en este caso concreto, adopta una función no geográfica como en algunos casos, ni tampoco concretamente étnica, sino puramente foránea, exógena, discriminadora, de una población contraria a la población hàn o nativa.
En consecuencia, el binomio 五胡, alude a la totalidad o suma completa (五) de todas las ramas y grupos étnicos exógenos (胡) situados dentro de los antiguos dominios de control sínico. Una vez conquistado todo el territorio a manos de un único poder (Tuoba), el binomio no vuelve a ser referido o utilizado en la práctica, habida cuenta el control y sometimiento de todas las ramas y grupos supervivientes tras un siglo de luchas por el poder y control del norte de China. 

## Contexto histórico del norte de China entre los siglosIIIyIVd.C.
Las circunstancias que llevaron al auge del poder de los Wǔ Hú, son tradicionalmente analizadas en paralelo a la propia realidad sociocultural e histórica del mundo chino entre finales del siglo III y comienzos del IV d. C.. Tras el final de la dinastía Hàn (220), los restos del enorme estado imperial que había llevado las riendas del mundo sínico durante prácticamente cuatro siglos de existencia, recayó en el control de varios poderes regionales, configurando así el mapa de los Tres Estados (三國), sobre los cuales se intentaría perpetuar una línea hereditaria y separada, con la clara idea de mantener su poder e inclusive aumentarlo en detrimento de sus enemigos. Ninguno de los tres contendientes llegó en modo alguno a establecer la unidad perdida de los Hàn. Habría que esperar hasta la aparición en el escenario de Sīmǎ Yì (司馬懿), el artífice de la ansiada reunificación sínica.
Este último, junto con el resto de su clan, habían desempeñado una serie de funciones y adjudicaciones gubernamentales en el estado de Cáo Wèi (曹魏), sirviendo a varios de los gobernantes de la línea hereditaria, hasta que la debilidad del último gobernante, Cáo Shuǎng (曹爽), facilitó que Sīmǎ Yì pudiese orquestar un verdadero golpe de Estado el 5 de febrero del 249 en la capital, Luòyáng (洛陽), reconocido para la posteridad como el Gāopíng Líng Zhī Biàn (高平陵之變) o "Transformación del Mausoleo Gāopíng". Desde este momento, aun cuando la legitimidad de los Cáo sea ya inexistente, Sīmǎ Yì evitará hacer oficial el cambio de poder en el estado, actuando públicamente bajo el cargo de regente del estado, así como manteniendo aún la nomenclatura Wèi (魏) en representación del mismo. Solo a partir de su nieto, Sīmǎ Yán (司馬炎), es cuando vemos oficialmente inaugurada la nomenclatura Jìn (晉), para especificar la creación de una nueva línea gobernante y legítima, así como los inicios de un nuevo estado dinástico. Sin la ascensión y el control estatal organizado por el clan Sīmǎ, la situación política del orbe sínico apenas habría cambiado: gracias a la imposición de este cambio de poderes, vemos así la caída pocos años después (263) del estado de Shǔ (蜀), que acabó sucumbiendo ante las estrategias y campañas sucesivas de Sīmǎ Zhāo (司馬昭). Para el 266. únicamente restaba el mayor de los estados sureños, competidor directo de Wèi: el estado de Wú (吳). Este último estado, sería el más complicado y arduo de someter, llevándose a cabo la conquista definitiva por Sīmǎ Yán hacia el 280, año en el que se concluye oficialmente el período de los Tres Estados, dándose comienzo por consiguiente, al efímero período de reunificación sínica a manos de los Sīmǎ (280-311).

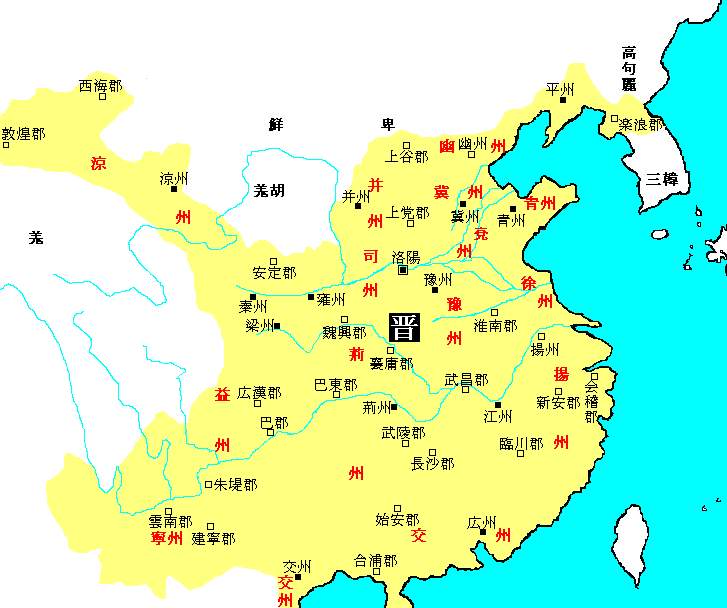
Mapa aproximado de los dominios directamente gobernados o sometidos al control del aparato burocrático Jìn. Gran parte de la región del Ordos, se encuentra sometida a las ramas dependientes y teóricamente leales de los xiōngnú, ya sinizados en buena medida durante esta época. Al mismo tiempo, pueden encontrarse también grupos qiāng (羌) diseminados por la zona, igualmente dependientes del gobierno Jìn

A pesar de esta gran gesta, durante las campañas contra el estado de Wù y la victoria posterior sobre este último estado, así como las medidas efectuadas por Sīmǎ Yán, traerían las semillas de una serie de disturbios y problemáticas a la hora de entender parte del éxito de los Wǔ Hú. Un primer error táctico, fue la minusvalorización del poder de los grupos nómadas y hostiles situados en el norte, con el famoso caso de Tūfà Shùjīnéng (禿髮樹機能), que logró derrotar e imponerse frente a las tropas Jìn. en el 270, asentándose en la provincia occidental de Qín (秦). Las provincias situadas al noroeste estaban viviendo desde varias décadas atrás, una serie de tumultos y golpes de efecto ocasionados por focos de rebelión constante, que no fueron calmados por Sīmǎ Yán, cuando varios de sus consejeros intentaron persuadirle de la necesidad de mantener una retaguardia estable, sin disturbios ni amenazas que pudieran poner en riesgo la estabilida del estado. La respuesta de Sīmǎ Yán ante este incipiente problema, fue la atención redoblada en su proyecto personal de conquista del Wù.
El segundo gran error que propiciaría la toma de poder de los Wǔ Hú en gran parte de las regiones del norte, sería la insensata medida efectuada por Sīmǎ Yán tras el final de la campaña de Wù: una vez conseguido su premio más ansiado, decretó que los gobernadores provinciales, tomasen ya únicamente cargos solo a nivel civil y administrativo, despojándoles de sus responsabilidades castrenses, además de imponer la disolución de las milicias provinciales. Estas medidas, dificultarán en gran medida el movimiento de tropas de los gobernadores del norte, ante los ataques y movimientos llegados a la frontera e incluso ya dentro del propio estado, además de aniquilar cualquier opción de respuesta directa ante la amenaza o asedio a los diferentes puntos estratégicos diseminados a lo largo de la frontera. Aún más: algunos de sus consejeros, temerosos de una posible revuelta o unión de algunas ramas étnicas que ya se encontraban dentro del propio estado o colindantes al mismo, propusieron al emperador una política de disgregación o separación entre estos grupos, así como también una serie de medidas que pudieran empujarles relativamente lejos del área de control fronterizo. Todas estas medidas y consejos estratégicos serían ignorados, brindando un valioso tiempo a los pequeños grupos que ya comenzaban a organizarse y legitimar su poder, dispuestos a lanzarse a la menor oportunidad contra los ricos y codiciados territorios Jìn.
Por otra parte, a la hora de analizar los grupos foráneos situados dentro del territorio Jìn, debemos hablar de los xiōngnú. Desde que estos últimos viesen fragmentada su confederación durante las últimas décadas del siglo I a. C., además de la disgregación de diferentes grupos que buscaron ya únicamente su propia legitimidad y rol en las estepas, la dinastía Hàn ya solo tendría en lo sucesivo, un grupúsculo xiōngnú fiel a su mandato, situado en la región del Ordos, conocidos desde el siglo I d. C. como nán xiōngnú (南匈奴) o "xiongnu septentrionales". Este linaje superviviente de la otrora magna confederación, mantuvo un papel controvertido durante toda su existencia como vasallos Hàn. Si por un lado en ocasiones podían acudir prestos a las órdenes dirigidas por los delegados del Emperador en algunas de las campañas o misiones de defensa fronteriza, en otras circunstancias eran justamente estos xiōngnú los que provocaban disturbios y saqueos hacia las comandacias y provincias más cercanas, por lo que su lealtad, no fue siempre totalmente íntegra.
En tales circunstancias, el gobierno Jìn se enfrentaba a múltiples amenazas a su futuro inmediato a finales del siglo III d. C., en un fragmento temporal relativamente escaso tras su épica victoria sobre el último estado independiente. Pese a ello, la situación podría haberse subsanado en última instancia gracias al empuje del estado mayor o la imposición de un gobernante capacitado que sucediese al ya anciano Sīmǎ Yán. En este punto, la ya peligrosa situación, se agravaría aún más con el nombramiento en el 290, de un líder inadecuado: Sīmǎ Zhōng (司馬衷), quien mantendría su posición hasta el 301. Una posición que en todo momento fue manipulada y guiada por las ambiciones de los restantes miembros de la familia. De hecho, durante su teórico gobierno, tendrá que soportar la humillación de ser un emperador títere, manejado por hasta ocho sucesivos parientes que adoptaron el control del estado bajo el socorrido eufemismo de la "regencia". No obstante, los cinco primeros años del gobierno (290-295), estuvieron marcados por una constante de cambios y luchas por el poder a nivel puramente civil, sin la mediación o aparición de ningún poder político foráneo. 
No fue hasta el 296, cuando se contempla la primera revuelta oficial de estos grupos dentro del estado y contra la legitimidad de los Jìn. Este levantamiento, fue organizado por ciertos grupos de qiāng (羌), dī (氐) asentados en la provincia de Qín (秦), apoyados y dirigidos en buena medida por un jefe de origen dī: el llamado Qí Wànnián (齊萬年), que no dudó en proclamarse soberano independiente. Un año después, el gobierno despachaba a la región al comandante Zhōu Chù (周處), en un intento lento y parsimonioso de ejecutar al rebelde y sofocar la revuelta: respuesta que desembocó en una humillante derrota al ejército Jìn, además de provocar la separación de una porción de dī ya hacia otras provincias del sur, dirigidos por un segundo cabecilla conocido como Lǐ Tè (李特). Aunque finalmente los ejércitos Jìn lograron derrotar y ejecutar a Qí Wànnián y al grupo restante de los dī encabezados por Lǐ Tè, estos contratiempos en un mapa de confrontación civil, presagiaban futuras revueltas cada vez más difíciles de atajar por parte del gobierno central.
De hecho, ese mismo año se tiene lugar la proclamación del primer estado hù independiente en el noroeste: el estado de Chóuchí (仇池), gobernado por Yáng Màosōu (楊茂搜). Teniendo en cuenta la ubicación del mismo (extremo noroeste) y la poca extensión del territorio reclamado, se entiende en última instancia su supervivencia durante más de dos siglos de existencia, hasta su sometimiento definitivo en el 447 frente a los Tuoba. Una dilatada extensión de tiempo si tenemos en cuenta la efímera vida de algunos de los grandes dominios independientes fundados por los hù en las llanuras centrales. La peligrosidad de una injerencia foránea que desestabilizase al estado y amenazase la supervivencia de la dinastía, se tornaba a cada año más real, por lo que conscientes de ello, algunos de los consejeros y altos mandos del gobierno, representados por Jiāng Tǒng (江統), volvieron a insistir en el 299 al emperador, por la necesidad de expulsar o recolocar a estos pequeños grupos que ya amenazaban directamente la soberanía Jìn en las fronteras y en gran parte de las provincias y demarcaciones occidentales. Una vez más, la respuesta fue una negativa y minusvalorización de los graves sucesos acaecidos.

## Elcaosde Yǒngjiā (永嘉之亂) y el establecimiento de loshù(胡) en la Llanura Central
Mientras que a lo largo del estado surgía cada cierto tiempo un foco de disidencia frente a la legitimidad de Sīmǎ Zhōng, los grupos foráneos continuaban su lento avance y fortalecimiento de poder, llegando a ser utilizados en algunas ocasiones por los propios usurpadores. Uno de estos casos específicos de colaboración con el bando usurpador y auto-independencia, la ejemplarizó en suma medida el xiōngnú Liú Yuān (劉淵). Este último, era un miembro de la élite xiōngnú, pero que a su vez era el vivo ejemplo del programa de sinización efectuado desde Luòyáng hacia las élites y grupos nobiliarios de su etnia. Las fuentes señalan de hecho su probidad en la literatura, historia, tácticas estratégicas y rituales de la tradición sínica; habilidades que también se complementaban con rasgos y aspectos originales de sus raíces étnicas.
En este contexto, aparece la figura de uno de los usurpadores, Sīmǎ Yǐng (司馬穎), quien intentaba desperadamente derrotar a parte del clan familiar y mantener aún su regencia y control sobre el emperador. Para contrarrestar las fuerzas superiores de sus enemigos, no dudó en acudir rápidamente a las fuerzas disponibles de Liú Yuān, quien en un primer momento accedió a la proposición y se dispuso a organizar el grueso de sus fuerzas, en torno a 50.000 efectivos. No obstante, este refuerzo no llegó a tiempo de unirse a los debilitados ejércitos de Sīmǎ Yǐng, que finalmente acabó siendo derrotado y huyendo hacia la capital. Una vez enterado de la derrota del regente, Liú Yuān dio un paso esencial y nunca antes visto en la historia vasallática de los nán xiōngnú: proclamó su independencia en el 304, fundando el segundo estado hù independiente dentro del territorio Jìn, conocido como Hàn Zhào (漢趙), argumentando su nomenclatura sobre la base de los matrimonios y enlaces dinásticos mantenidos por la nobleza xiōngnú con la dinastía Hàn, además de señalar como usurpadores tanto al anterior estado de Cáo Wèi, como también a los propios Jìn. En los años sucesivos hasta su muerte (310), Liú Yuān trató de reforzar su posición incluyendo en sus ejércitos y parte de la población sometida, a oriundos de etnia hàn como Wáng Mí (王彌), u otros grupos ajenos a los xiōngnú, como el caso del célebre general Shí Lēi (石勒), de origen jié (羯).
A pesar de esta proclamación independiente de los xiōngnú, el gobierno Jìn apenas tenía tiempo y efectivos para dar una respuesta directa al desafío. De hecho, la guerra y confrontación entre los familiares continuó hasta dos años después de dicha proclamación (306). La estabilidad temporal solo se obtendría finalmente con el supuesto asesinato de Sīmǎ Zhōng y el gobierno efectivo de Sīmǎ Yuè (司馬越) a partir del 307.quien impuso a un nuevo emperador títere, Sīmǎ Chì (司馬熾). A diferencia de otros miembros de la familia, Sīmǎ Yuè era sumamente astuto y diligente, pero la grave inestabilidad en la que dinastía se había embarcado desde la década del 290, junto con la falta de ejércitos leales y la amenaza de los xiōngnú, abocaron su gobierno a un desastre sin precedentes.

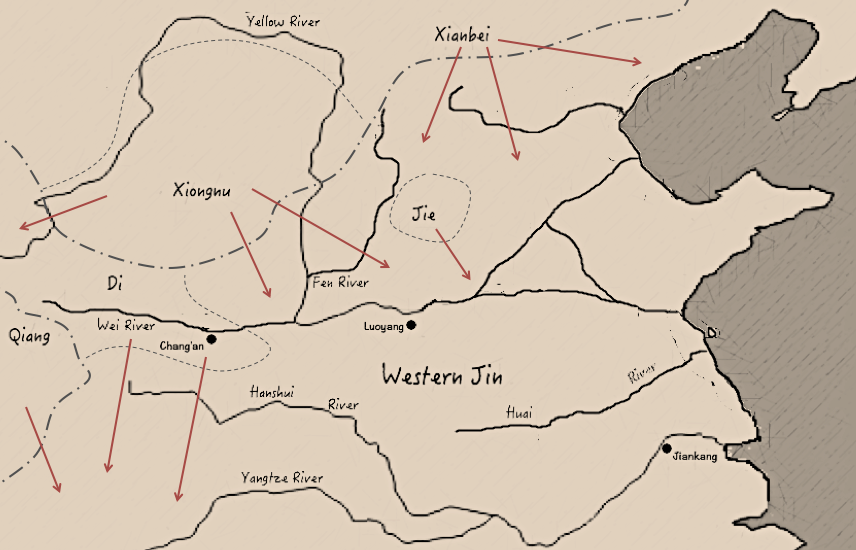
Situación aproximada de las principales poblaciones exógenas en torno a la frontera norte de la dinastía Jìn. De todos los señalados en el mapa, los xiōngnú son justamente los mejor situados y beneficiados de la caótica ruina Jìn. A ello, debe unirse la excelente ventaja geográfica que aporta su residencia en la región del Ordos, donde pudieron mantener su caballería y tradiciones hípicas aun cuando llevaban ya casi dos siglos de sinización, tal y como es señalado en las fuentes. Estas ventajas, otorgarían en un primer momento el mayor impulso y fuerza a los sinizados xiōngnú

Con la muerte de Liú Yuān y la ascensión de Liú Cōng (劉聰), se abre un nuevo período de hostilidad directa hacia el gobierno Jìn, así como el inicio de la imposición xiōngnú sobre gran parte de los territorios de la Llanura central. Es a partir de este momento, cuando el derrumbe dinástico alcance su mayor expresión, con el llamado Caos de Yǒngjiā (永嘉之亂). Previamente a este traumático episodio, las fuerzas combinadas y multiétnicas de Liú Cōng, habían conseguido someter gran parte de las regiones adyacentes y cercanas a la capital, Luòyáng, frente a los intentos de Sīmǎ Yuè por contrarrestar el avance, logrando algunas victorias parciales y estratégicas. Paralelamente, otros altos cargos militares y provinciales que observaban con alerta y creciente temor un más que evidente ataque directo de Hàn Zhào contra la capital, propusieron al regente un hipotético plan de ataque conjunto, tal y como informó el enviado de Liú Kūn (劉琨), el comandante militar de la región de la provincia de Bìng (并). El plan de Liú Kūn, exponía una triple alianza entre las fuerzas noroccidentales de la frontera, junto con la ayuda de los taγbač (𐱃𐰉𐰍𐰲), bajo el mando de Tàbá Yīlú (拓拔漪盧) y el avance de las escasas huestes aún disponibles en torno al área de Luòyáng, dirigiendo toda esta conjunción y alianza hacia la capital de Hàn Zhào, poniendo fin a la amenaza frontal de los xiōngnú. Plan que fue desechado por Sīmǎ Yuè, temeroso de una hipotética traición por parte de Liú Kūn u otro de sus aliados. Una idea que no tenía ciertamente una base impensable, habida cuenta los llamamientos efectuados desde la capital durante meses por parte del regente, sin apenas respuesta alguna por parte del resto de las autoridades provinciales. En tal circunstancia y temiendo una probable encerrona ante la cada vez más cercana presencia de las tropas de Hàn Zhào, Sīmǎ Yuè toma la trascendental decisión de marchar junto con sus tropas hacia el sur en el 310, dejando en el más absoluto olvido tanto al emperador, como a la propia ciudad misma, protegida únicamente por un escaso grupo armado, dirigido por uno de sus subordinados delegados, Hé Lún (何倫).
En tal circunstancia, temiendo por su propia seguridad y harto del control del regente, Sīmǎ Chì trató de establecer contacto con otros altos mandos del gobierno, de cara a poder desquitarse del yugo de Sīmǎ Yuè. Aunque este último fue advertido de la maniobra del emperador, no pudo actuar contra la misma, ya que apenas unos meses después, en la primavera del 311, fallecía tras una enfermedad. El grueso del ejército que había acompañado al regente, ya sin líder y con la presencia de sus hijos y algunos cargos afines, intentaron desplazarse hacia el este, huyendo de la capital, en dirección a la región de Dōnghǎi (東海): en esta marcha y aún con el cuerpo del regente, fueron asaltados por las tropas de Shí Lēi (石勒), quien consiguió derrotar al grueso de las fuerzas, ejecutar a los hijos del regente e incinerar como castigo el cuerpo del mismo, en base al gran mal y daño que había ocasionado tanto a la dinastía Jìn como también a la propia Hàn Zhào. 
Una vez derrotadas las últimas defensas aún capaces de organizar una resistencia directa en la capital, con la misma ya totalmente desprovista de protección alguna, Liú Cōng solo tuvo que esperar el momento adecuado para proceder al asalto final. Acción esta última que tuvo lugar durante el verano del 311, el quinto año de la era Yǒngjiā (永嘉), dirigida por Shí Lēi, Wáng Mí y otros altos mandos de Hàn Zhào, consiguiendo apresar al emperador y ejecutar una matanza sobre parte de la elite capitalina y la propia población. La sede imperial acababa de ser conquistada por primera vez por unas fuerzas extranjeras, dándose a conocer en la posteridad como Caos de Yǒngjiā, en referencia al nombre de la era en la que se produjo. Lo impensable había ocurrido y en lo sucesivo, la terrible lucha que se desataría durante prácticamente  tres siglos, traería la conquista y legitimación de diferentes dinastías y líderes autoproclamados, buscando la unidad perdida que efímeramente mantuvo la dinastía Jìn.

## Legado e impacto histórico
Tras el Caos de Yǒngjiā, la reacción a lo largo y ancho de los territorios aún controlados por la dinastía Jìn, fue variable según los intereses de cada una de las facciones que evidenciaban la fractura y la multiplicidad de poderes en el estado. Así, mientras que en los territorios del sur, se vio claramente la amenaza sin igual de una marea que amenazaba con derrocar a los Sīmǎ, haciendo que rápidamente se organizase una línea defensiva y un fortalecimiento consecuente de los territorios especialmente al sur del Yangtsé, en contrapartida, a lo largo de los territorios del norte, se observó una tendencia partidista, traducida en última instancia con la creación de un área independiente y legitimada por las autoridades regionales: esto es, la creación del estado del llamado Qián Liáng (前涼) por parte de Zhāng Shí (張寔) en el 320. Por otro lado, gran parte de la población hàn que había quedado en las áreas sometidas por el poder de los hù, acabó participando y validando el poder foráneo, apareciendo en múltiples ocasiones como delegados de dicho poder, generales de sus tropas, funcionarios del nuevo aparato legislativo, etc.
Décadas después, cuando el caos y la crisis tras la toma de Luòyáng se desvaneció, las autoridades Jìn, fortalecidas desde el sur, trataron de efectuar hasta tres expediciones (354, 356 y 369) al mando del célebre Huán Wēn (桓溫), con resultados inconclusos. En la primera de ellas, Huán Wēn logró derrotar a los ejércitos enemigos, consiguiendo tomar inclusive Chang'an y parte del territorio del noreste, para poco después tener que regresar y perder todo el terreno conquistado por falta de víveres. En la segunda expedición, se logró tomar sorpresivamente la antigua capital, Luòyáng, pero nuevamente las tropas al mando de Huán Wēn debieron retornar a territorio Jìn, adolecidos de las mismas penalidades. En la tercera y última, la más ambiciosa de las tres, los mandos Jìn trataron de golpear directamente al corazón de la capital de los Mùróng (慕容), que en esta época gobernaban el principal estado hù en la Llanura Central. El movimiento inicial logró poner en alerta máxima al enemigo, aunque finalmente las maniobras tácticas de Mùróng Dé (慕容德), obligaron al ejército Jìn a retirarse al sur, viéndose cercados poco después por la caballería enemiga, que no tuvo piedad a la hora de lanzarse al ataque y perseguirles, ocasionando la muerte de 30.000 soldados Jìn. Una vez finalizada esta desastrosa campaña final, los Jìn jamás volvieron a encabezar ningún movimiento de ataque o reconquista del territorio perdido. Aún más: décadas después (420), apenas llegarían a sostener su propia legitimidad, siendo derrocados por un general del estado, Liú Yù (劉裕), que fundó su propia dinastía: la conocida como dinastía Liú Sòng (劉宋).
Por consiguiente, el fenómeno del asentamiento y creación de los estados de corta duración de los hù, debe observarse con cautela y considerando cada uno de los casos particulares, al mismo tiempo que enlazándolo con la reacción de la dinastía Jìn y Liú Sòng. Solo así se podrá tener una visión general y completa de un fenómeno transcultural y que afectó tanto a las regiones del norte, como a las regiones del sur. En estas últimas, la migración de parte de la población china del norte, se tradujo en una situación de grandes tensiones entre los emigrados y la población nativa, dando lugar a ciertas directrices y leyes promulgadas al respecto, que ocasionaron en no pocas ocasiones, varios desórdenes por la situación de inferioridad de los recién llegados norteños.
En el norte, la lucha entre los diferentes estados y dinastías autoproclamadas, seguiría durante prácticamente un siglo, hasta el comienzo de la conquista Tuoba a finales del IV d. C., que traería la ansiada paz y unión a las regiones del norte en el 439, perdurando hasta el 529, cuando la dinastía acabó escindiéndose en dos partes enfrentadas. Si bien desde el sur se consideró un oprobio y castástrofe todo este período, la inclusión de un poder foráneo trajo consigo ciertas peculiaridades e innovaciones nunca antes vistas en la tierra sínica. Una de ellas fue la confirmación y expansión de la corriente budista que ya había hecho acto de presencia a lo largo del siglo III d. C. y que con la imposición de un poder exógeno, gozó de la oportunidad única de diluirse sin freno alguno sobre todo el norte de China; de hecho, la victoria del budismo se corrobora aún miles de años después, con la supervivencia de estructuras comenzadas en esta época. Paralelamente, el refugio Jìn sobre las tierras del sur, empujó aún más la sinización sobre tierras que poco tiempo antes, aún se encontraban totalmente alejadas de la esfera cultural sínica.